# 德意志國防軍
德意志國防軍（發音：[ˈveːɐ̯maxt] ⓘ；直译：防御部队），通称國防軍，為納粹德國1935年至1945年期间的正規武裝部隊，由帝國元首希特勒及國防軍最高統帥部直接統領，軍種包括陸軍、海軍和空軍以及實際上隸屬國防軍指揮的納粹黨黨衛軍，前三者分別受陸軍總司令部、海軍總司令部及空軍總司令部指揮。
國防軍在二战初期以“闪电战”战术橫掃歐洲。通过坦克、步兵和空军的协同作戰，德军於歐洲戰場上取得了多次勝利。然而因德國領土扩张速度过快，后勤补给线过长，無法及时對前線部隊進行補給，導致最终在莫斯科战役中惨败。1943年德军在各个战场上节节败退，逐漸喪失戰略主動權，暴露其在战略、战术和后勤方面，相對於盟軍的诸多缺陷。
國防軍作為納粹德國主要武裝力量，在第二次世界大戰期間，約有1800萬名士兵服役。1945年5月，二戰歐洲戰場的戰爭結束時，國防軍軍力損失約1130萬人，其中估計有531.8萬人失蹤、被殺或在俘虜期間死亡。儘管證據顯示不只被審判的人涉嫌違反戰爭法，但仅有部分國防軍高層被追究戰爭相關的法律責任。

## 背景

### 第一次世界大战

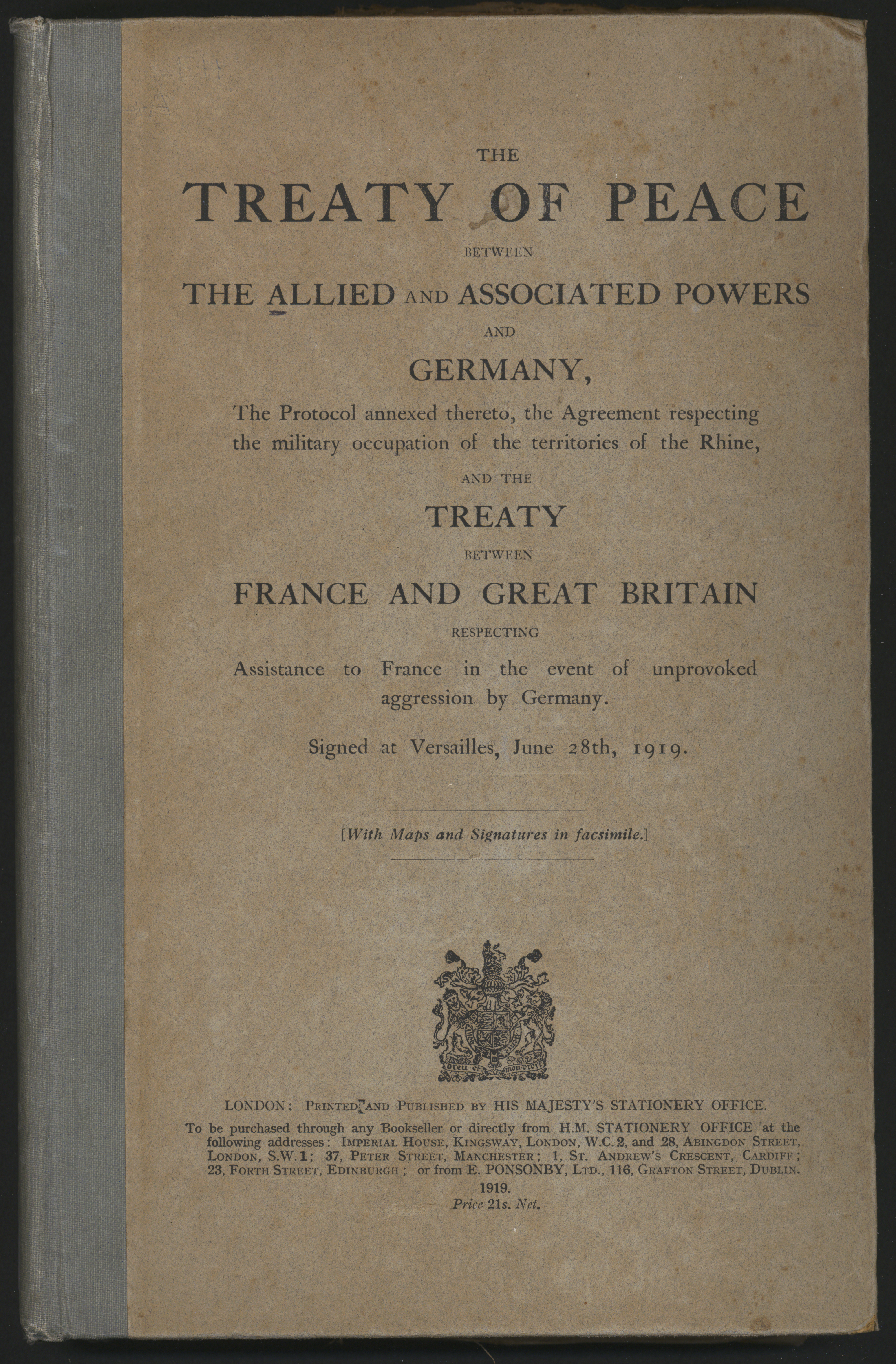
1919年6月28日簽署，凡爾賽條約

第一次世界大战后，德国被迫签订了《贡比涅停战协定》，原德意志帝國陆军更名为“和平军”（Friedensheer）
。1919年，德國上議院决議组建規模42万人的“臨時国防军”。随后，德国被迫接受了限制严苛的《凡尔赛条约》，條約內規定，德国陸軍規模被限制在10万人，海军則為1.5萬人，艦隊最多擁有6艘戰艦、6艘巡洋艦及12艘驅逐艦，且不可成立空軍，坦克、重炮及潛艇等皆被禁止使用及製造。1921年3月23日，威瑪國防軍正式成立。
因條約限制，國防軍的兵力被限制在11.5萬人。漢斯·馮·塞克特採取了精兵政策，僅保留最優秀的軍官。美國歷史學家艾倫·米勒和威廉森·莫瑞指出，塞克特在縮編軍隊的過程中，刻意從總參謀部提拔了一批菁英，而非戰爭英雄或貴族。塞克特認為，這支精銳部隊將是未來擴軍的骨幹，一旦條約的徵兵限制解除，就能迅速擴編。該理念在實質上打造了一支與傳統德軍不同的新型軍隊。塞克特於1926年卸任，直至二戰爆發前，對國防軍的仍有重大的影響。

### 重建空軍軍官團
《凡爾賽條約》禁止德國擁有空軍。雖受到條約的限制，但時任國防軍總司令的漢斯·馮·塞克特在1920年代初，開始秘密重建空軍軍官團。軍官團認為，空軍在未來的戰爭中，應扮演多重關鍵角色，包含奪取制空權、執行戰略轟炸，以及提供近距離空中支援。德國空軍在1930年代未積極發展戰略轟炸能力，非缺乏意願，而是受到當時經濟條件所限。魏瑪共和國時期，德國經濟狀況受限，難以支撐大規模軍事擴張，如需投入大量資源的戰略轟炸機。當時德國軍方內部存在著資源分配的競爭。由阿爾弗雷德·馮·鐵必制海軍上將的親信與門徒、埃里希·雷德爾為代表的領導層，將重心放於重建以往帝國海軍的公海艦隊，此舉壓迫部分空軍發展的所需資源。1939年前，海軍以卡爾·鄧尼茨上校為首的「潛艇戰」軍官在海軍內部仍為少數。

### 規避凡爾賽條約
早在1922年，德國便開始暗中規避《凡爾賽條約》中對軍事發展的限制。隨著《拉帕洛條約》的簽訂，德國與蘇聯展開了一系列秘密合作。1923年，奧托·哈塞少將奉命前往莫斯科，就雙方合作的細節進行更深入的磋商。該合作計畫涵蓋多個層面，德國將協助蘇聯進行工業現代化，作為回報，蘇聯則允許德國軍官在其境內接受訓練。德國的坦克和空軍專家得以在蘇聯境內進行演習，甚至包括在德國本土禁止的研究和生產項目，如化學武器的研發與製造，也轉移至蘇聯境內進行。1924年在利佩茨克設立的空軍學校，在十年內有逾百名的德國空軍人員在此接受了操作維護、導航以及空戰等方面的專業訓練，成為了德國空軍在條約限制下進行秘密發展的基地。1933年9月，隨著納粹黨在德國掌權，以及國際局勢的變化，德國人才撤離利佩茨克。

## 纳粹执政

### 軍隊象徵納粹化

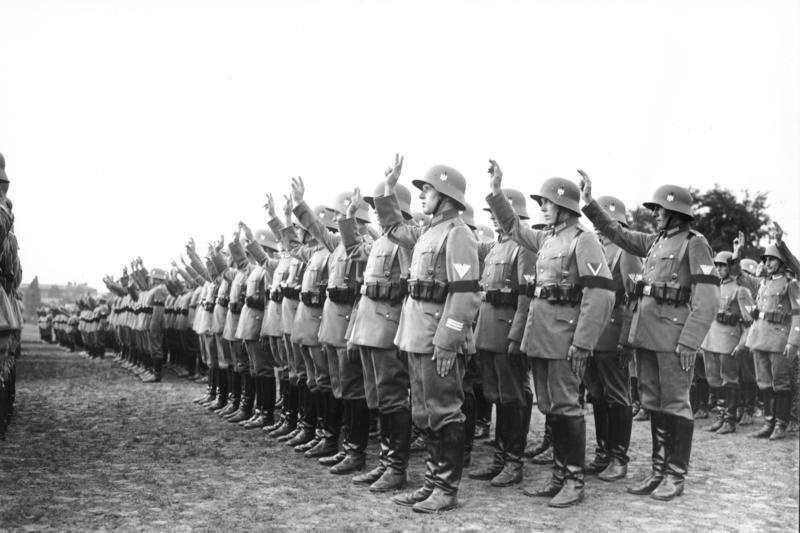
1934年8月，國防軍士兵宣讀希特勒誓詞

1934年8月2日，德國總統保羅·馮·興登堡去世，阿道夫·希特勒藉此機會將總統與總理職位合併，正式成為德國元首，同時掌握國防軍的最高統帥權。早在2月，國防部長維爾納·馮·勃洛姆堡便主動下令開除所有在國防軍中服役的猶太人，展現其對納粹政權的效忠。同年5月，勃洛姆堡再次主動提議軍隊制服應採用納粹標誌。
在瓦爾特·馮·賴歇瑙將軍的倡議下，國防軍開始進行向希特勒宣誓效忠。為軍方主動提出。此提議使希特勒感到訝異。誓詞的內容如下：「我在上帝面前宣誓，我將無條件服從德意志帝國和人民的領袖、武裝部隊最高統帥阿道夫·希特勒，作為一名勇敢的士兵，我將隨時準備為此誓言犧牲我的生命。」

### 撕毀凡爾賽條約
1935年，德國公然無視《凡爾賽條約》的約束，開始大規模的重新武裝。3月16日，德國頒布「國防軍建設法令」（Gesetz für den Aufbau der Wehrmacht）
，正式宣布重新實行徵兵制
，打破了條約對德國軍隊人數的限制。雖然表面上常備軍的規模仍維持在條約規定的約10萬人左右，但實際上，每年都會有相當於此規模的新兵接受訓練，為未來的擴軍做準備。該法令也正式確立了「國防軍」（Wehrmacht）的名稱，並於1935年5月21日正式將原有的威瑪國防軍更名為德意志國防軍。
同年12月，在路德維希·貝克將軍的推動下，重整軍備的計畫中增加了48個坦克營，德國不斷擴充兵員，且積極發展裝甲部隊等現代化軍備。希特勒設定重新軍事化的期限為10年，但因其權力的鞏固和國際局勢的變化，將期限縮為四年，加速了擴軍的計劃。隨著1936年萊茵蘭再軍事化和1938年的德奧合併，德國的領土大幅擴張，為徵兵提供了更大的人力資源。

## 軍種

### 陸軍

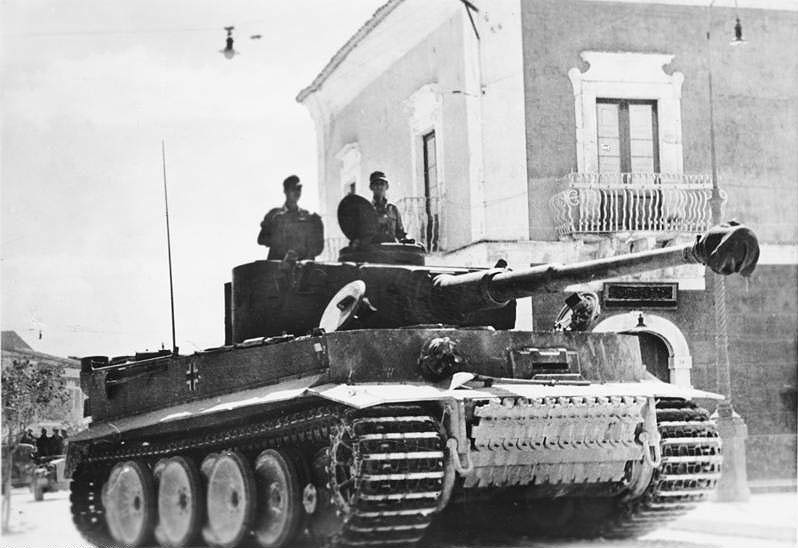
德國陸軍的虎式坦克

德國陸軍在二戰時期進一步改善了陸戰的相關戰術，將陸軍和空軍結合為聯合兵種。綜合「包圍戰」和「殲滅戰」等傳統戰術。國防軍在第二次世界大戰開始的一年內，就取得了許多關鍵的勝利，使外國記者為該戰術創造了一個軍事用語「閃電戰」（又稱閃擊戰）。
德國於二戰開始時，在戰場上迅速取得的戰果與他們在一戰期間取得的優勢相吻合，部分人士歸功於德軍的將領們。
裝甲師作為陸軍主力部隊，對於德軍早期的勝利至關重要，陸軍早期使用的坦克為一號坦克、二號坦克、LT-35戰車及LT-38戰車等輕型坦克。後期東線及非洲戰場多採用三號坦克及四號坦克。

第一次世界大戰，德國僅有少部分部隊實現機動化，步兵約九成仍以步行為主，火炮則主要依靠馬匹牽引。第二次世界大戰初期，德軍依靠著機動化部隊，連續贏得波蘭戰役、威瑟堡行動、比利時戰役、法國戰役、荷蘭戰役、南斯拉夫戰役和希臘戰役，另外掌控巴巴羅薩行動初期的主導權。
1941年12月，希特勒對美國宣戰後，軸心國陷入與多個工業強國對抗的局面，而德國的戰時經濟轉型尚未完成。面對敵人的攻勢，德軍因兵力過度分散、補給線拉長、機動性受限、兵力不足等問題，在1941年至1943年間的一系列關鍵戰役中，如莫斯科戰役、列寧格勒圍城戰、斯大林格勒戰役、突尼斯戰役和庫爾斯克戰役，接連遭受重大挫敗。
德國陸軍採用任務式戰術指揮，強調由上級下達任務目標，而非詳細的命令，讓前線指揮官在達成目標的前提下，能根據瞬息萬變的戰場情勢，獨立判斷並採取最合適的行動，充分發揮其臨場反應的能力。儘管在宣傳上，德國陸軍常被塑造成一支高度現代化的部隊，擁有許多先進的科技裝備。但實際上德軍的新式裝備的數量相對有限，並未全面普及到所有部隊。尤其東線戰場更為明顯。由於蘇聯境內道路及天候影響，德軍後勤補給線經常面臨問題。四至六成的部隊實現了機動化，但大量物資仍需馬匹運送。士兵以步行行軍，或騎自行車作為代步工具。影響了部隊行軍速度和作戰效率。自1943年起，隨著戰局對德國不利，德軍在東線戰場開始轉為撤退。
裝甲師作為閃電戰成功的關鍵，國防軍將輕型坦克具有的高機動性與空降突擊戰術相結合，借此快速突破敵軍相對薄弱的防線，因此裝甲師突破敵軍防線，將敵軍的團級編制與主力分離，使得坦克後的步兵能夠迅速殲滅或俘獲敵軍。

### 空军

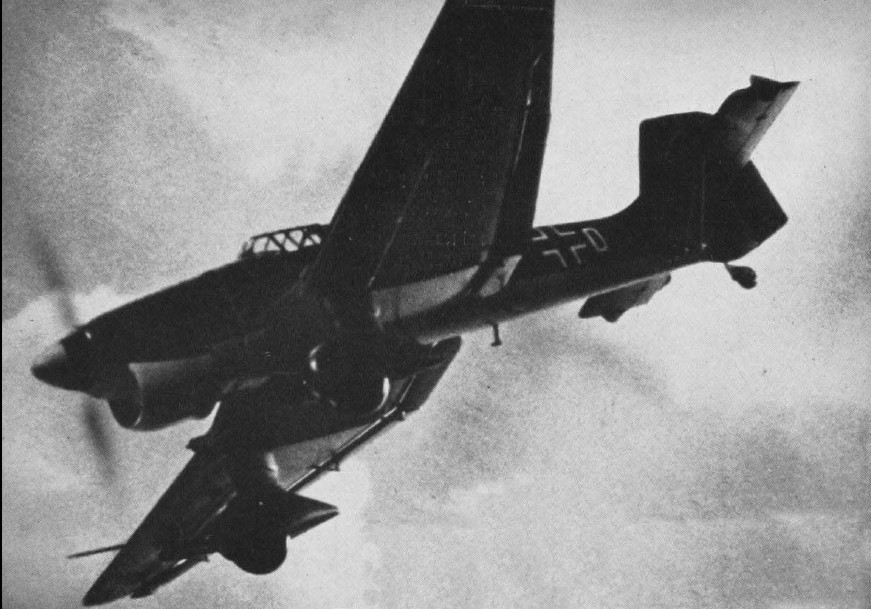
德國空軍的Ju-87斯圖卡轟炸機

德國空軍最初被凡爾賽條約所限制，自希特勒撕毀該條約並大規模擴軍後，空軍才在赫爾曼·戈林的領導下正式成立於1935年。
空軍最先在西班牙內戰中獲得實戰經驗，為早期閃電戰的關鍵空中力量。德國空軍主要集中生產戰鬥機和小型戰術轟炸機，如梅塞施密特的Bf109戰鬥機及容克斯的Ju 87斯圖卡俯衝轟炸機，用來與陸軍協同作戰。
空軍以壓倒性數量奪取製空權，轟炸機將攻擊前線的指揮所、補給線、倉庫和其他支援單位。德國空軍也用於投放傘兵部隊，如威瑟堡行動。由於陸軍對希特勒的影響力較大，空軍時常受制於陸軍，被迫扮演戰術支援的角色，失去了發揮戰略作用的機會。
二戰後期，西方盟軍針對德國工業目標，進行全天候的戰略轟炸行動，與德國空軍進行消耗戰，德方稱其為「帝國保衛戰」（Reichsverteidigung）。隨著德國戰機覆滅，盟軍取得制空權，德國陸軍失去空中支援，盟軍使用戰鬥機和轟炸機進行攻擊和干擾。德國空軍在1945年的「底板行動」中蒙受重大損失後，已無能力再發起有效攻擊。

### 海军

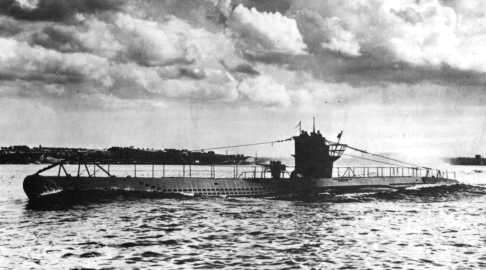
德國海軍的U-100潛艇

凡爾賽條約規定德國禁止使用及建造潛艦，同時限制國家海軍的規模只允許擁有六艘戰艦、六艘巡洋艦和十二艘驅逐艦。國防軍正式成立後，國家海軍正式更名為「戰爭海軍」。
隨著英德海軍協定的簽署，德國才被允許擴增海軍規模至英國皇家海軍噸位的35%，並允許建造一戰使用過的U型潛艇。英國簽署的部分原因是為了安撫德國，而且認為德國海軍要到1942年才有可能達到協定內35%的限制。
德國海軍在二戰期間最重要的影響，在大西洋戰役中部署了近一千艘潛艇，對盟軍的護航船隊發動攻擊。德國海軍的戰略目標是透過攻擊盟軍的運輸船隊，切斷英國的補給線，阻止美國的干涉，借此削弱盟軍。在卡爾·鄧尼茨的領導下，德國實施了無限制潛艇戰，更推動了狼群戰術，使多艘潛艇能夠協同作戰，對盟軍的護航船隊造成毀滅性的打擊。該潛艇戰對盟軍造成了巨大的損失，估造成2.3萬名人員喪生，以及1300艘船隻沉沒。1943年初，盟軍逐漸發展出反制措施，包括改進護航制度、破解恩尼格瑪密碼機、改良聲納技術、部署長程轟炸機，以及使用水雷。這些反制措施逐漸扭轉了戰局，使德國潛艇遭受重大損失，共有757艘潛艇被擊沉，超過3萬名潛艇艇員喪生。德國潛艇部隊最終未能贏得大西洋戰役，但其造成的損失仍為重大，迫使盟軍投入大量資源進行反潛作戰，對戰爭進程產生了重大影響。

### 共存的武裝黨衛隊

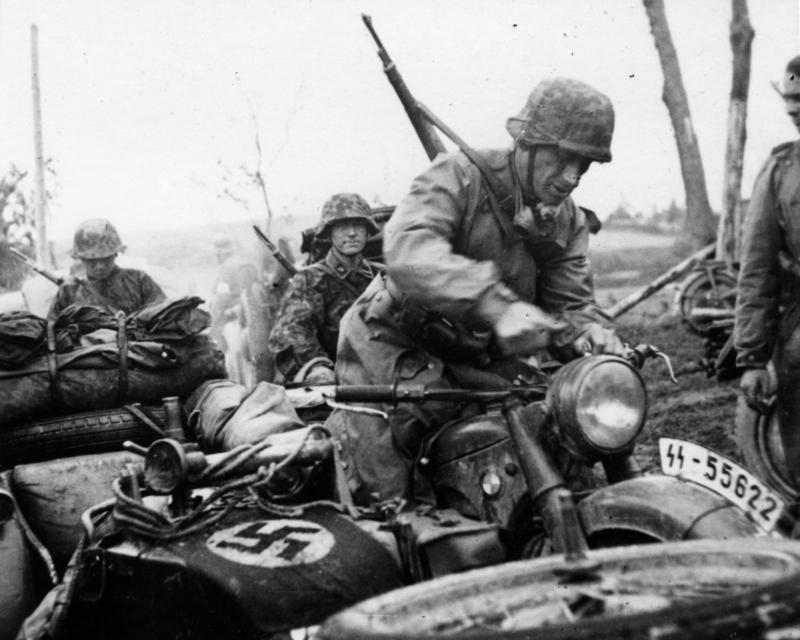
於蘇聯境內作戰的武裝黨衛隊

起初黨衛軍和國防軍之間存在衝突。國防軍擔憂黨衛軍會成為德意志國武裝部隊的一部分，而導致兩團體在如何分配有限的軍備供應方面產生分歧。
1938年8月17日，希特勒將黨衛軍和國防軍正式編入法典，以結束兩者間的衝突。黨衛軍的軍武大多是“從國防軍購買來的”，但於二戰前，黨衛軍與國防軍幾乎沒有任何交流。
國防軍被允許檢查黨衛軍的預算與戰備狀況。在戰爭動員的情況下，武裝黨衛軍部隊屬於最高統帥部控制。所有與此相關的決議或行動，皆由希特勒個人自行決定。
雖然黨衛軍和國防軍之間存在衝突，儘管兩者隸屬於不同的組織，但黨衛軍中許多高階軍官多自國防軍，這使得雙方在理念、戰術上能迅速達成共識。戰爭期間，國防軍與黨衛軍士兵在戰場上密切合作，建立了深厚的關係。古德里安指出，戰爭每一天都在繼續，陸軍和黨衛軍的關係變得更加緊密。當戰爭接近尾聲時，義大利和荷蘭的軍隊甚至被指派於黨衛軍指揮之下。國防軍與黨衛軍之間的關係得到了重大的改善；但黨衛軍從未被國防軍視為「第四個軍種」。

### 兵員募徵

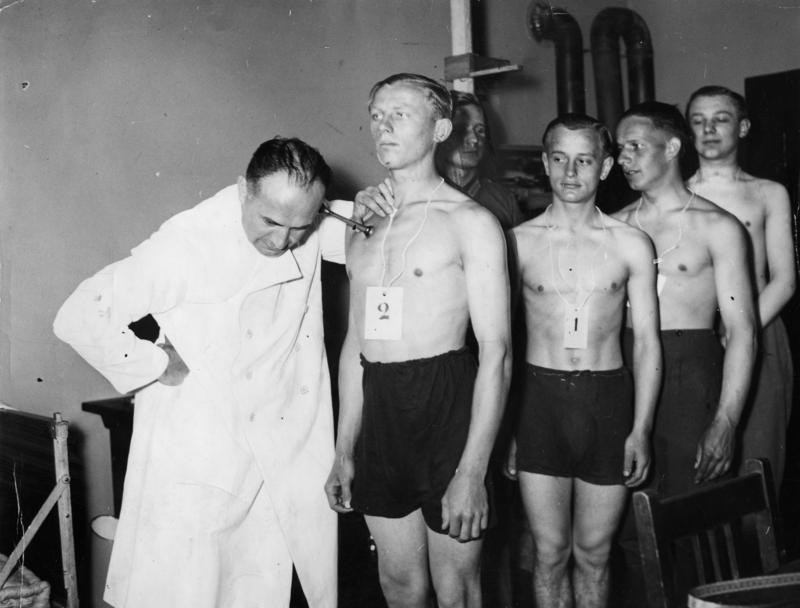
德軍義務役健康檢查

國防軍的兵力來源採「募徵併行」制，1935年至1939年間，共有130萬人被徵召，240萬人自願參軍。1935至1945年，國防軍服役總人數達1820萬人。德國軍事領導層最初目標是建立具有傳統普魯士軍事價值觀的軍隊。但由於希特勒不斷希望擴大國防軍規模，軍隊不得不接納社會階層和教育程度較低的國民，導致內部凝聚力下降，並任命了一些缺乏實戰經驗的軍官。
國防軍的軍官培訓和募徵成效顯著，被視為早期取得勝利，以及在戰局對德國不利的情況下，仍能維持戰爭的重要因素。

## 權力結構

### 1935年至1938年

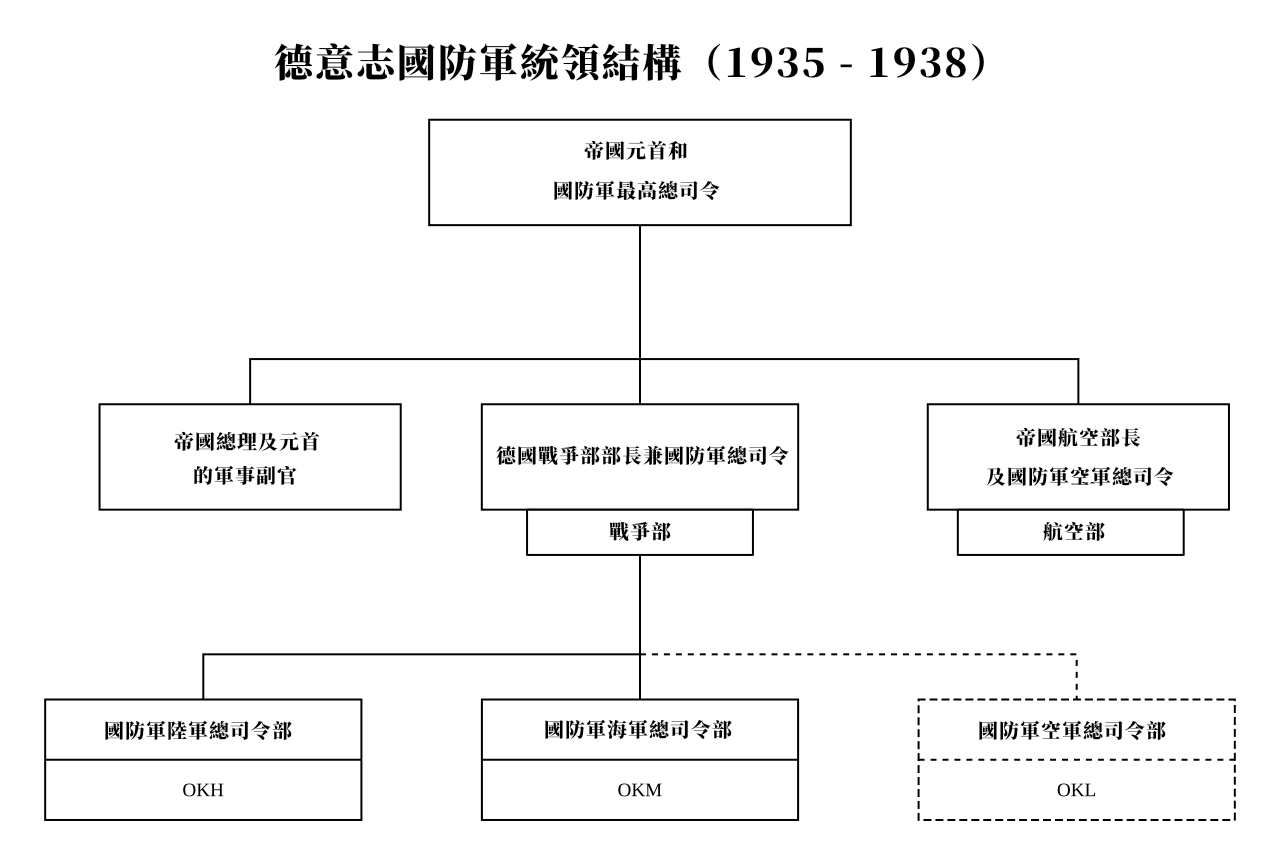
國防軍的權力結構圖（1935-1938）

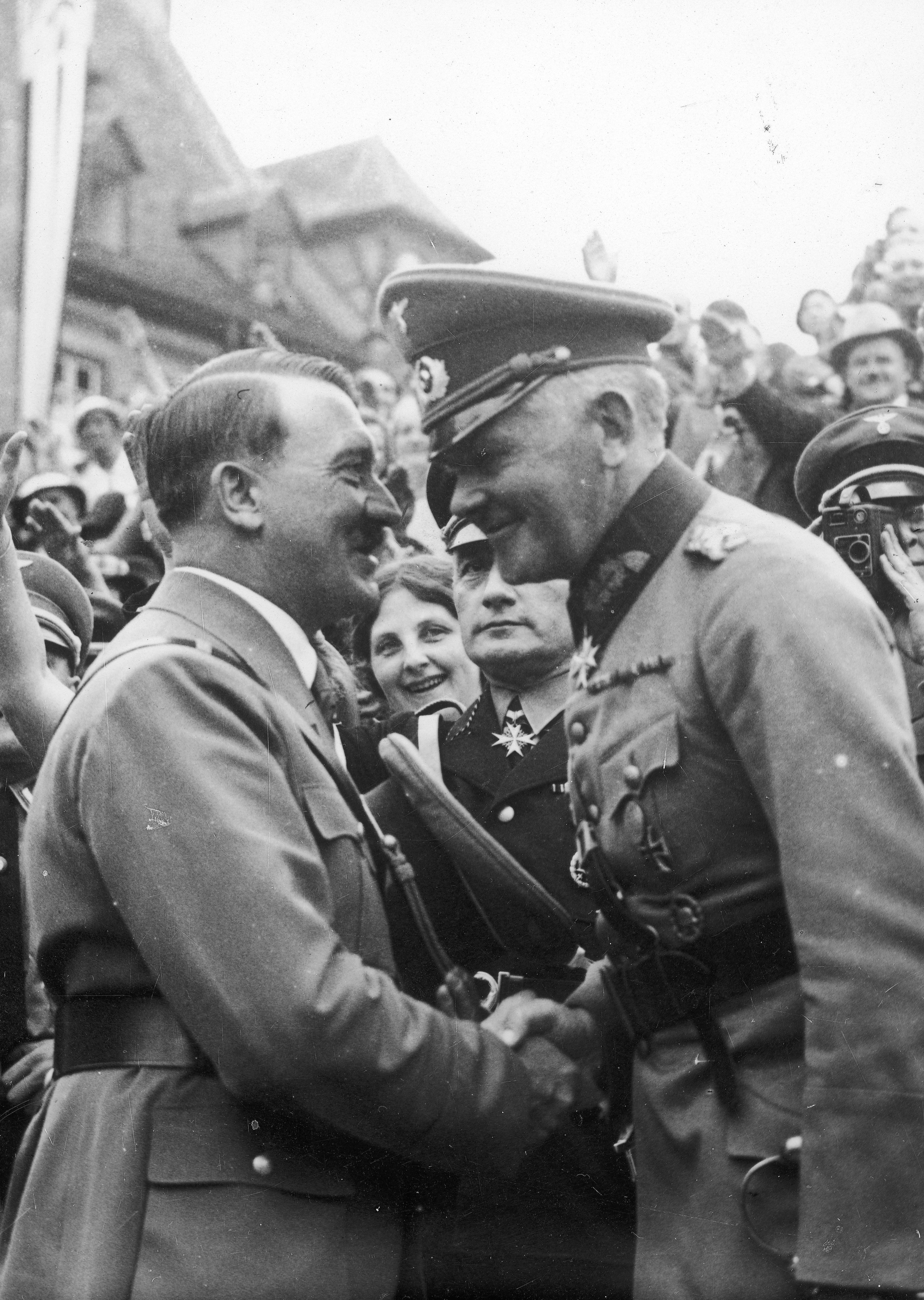
國防部長維爾納·馮·勃洛姆堡與阿道夫·希特勒

以法律而言，國防軍的最高統帥為阿道夫·希特勒，該職位自1934年8月威瑪共和國總統興登堡去世後繼承至希特勒，並且以帝國元首的身份擔任統帥一職。隨著國防軍於1935年成立，希特勒將自己封為國防軍最高統帥，並持續此職務直至1945年4月30日自殺。後來希特勒任命維爾納·馮·勃洛姆堡，為德意志國國防部長。自勃洛姆堡-弗里奇事件後，勃洛姆堡辭職國防部長，希特勒因此廢除了國防部的指揮權。隨後，希特勒成立了國防軍最高統帥部（Oberkommando der Wehrmacht，OKW），在陸軍元帥威廉·凱特爾的領導下，正式取代了國防部。
國防軍最高統帥部下轄的陸海空三軍司令部，分別為陸軍總司令部（OKH）、海軍總司令部（OKM）和空軍總司令部（OKL）。最高統帥部成立之目，為充當國防軍最高指揮機構，並指揮所有的軍事行動，由希特勒擔任最高統帥。
曼施坦因等多個高階軍官，主張建立實質意義上三軍聯合司令部，或任命一位總參謀長，但提議被希特勒拒絕了。即使國防軍於史達林格勒戰役中慘敗後，希特勒仍拒絕該議案，並表示帝國元帥戈林及希特勒的副官，也不會接受此提議，更不認為自己與其他指揮官為平起平坐的地位。然而，希特勒拒絕提案的原因，可能為擔心此舉將會打破他在戰略層面上「點石成金」的形象。

### 1939年至1945年

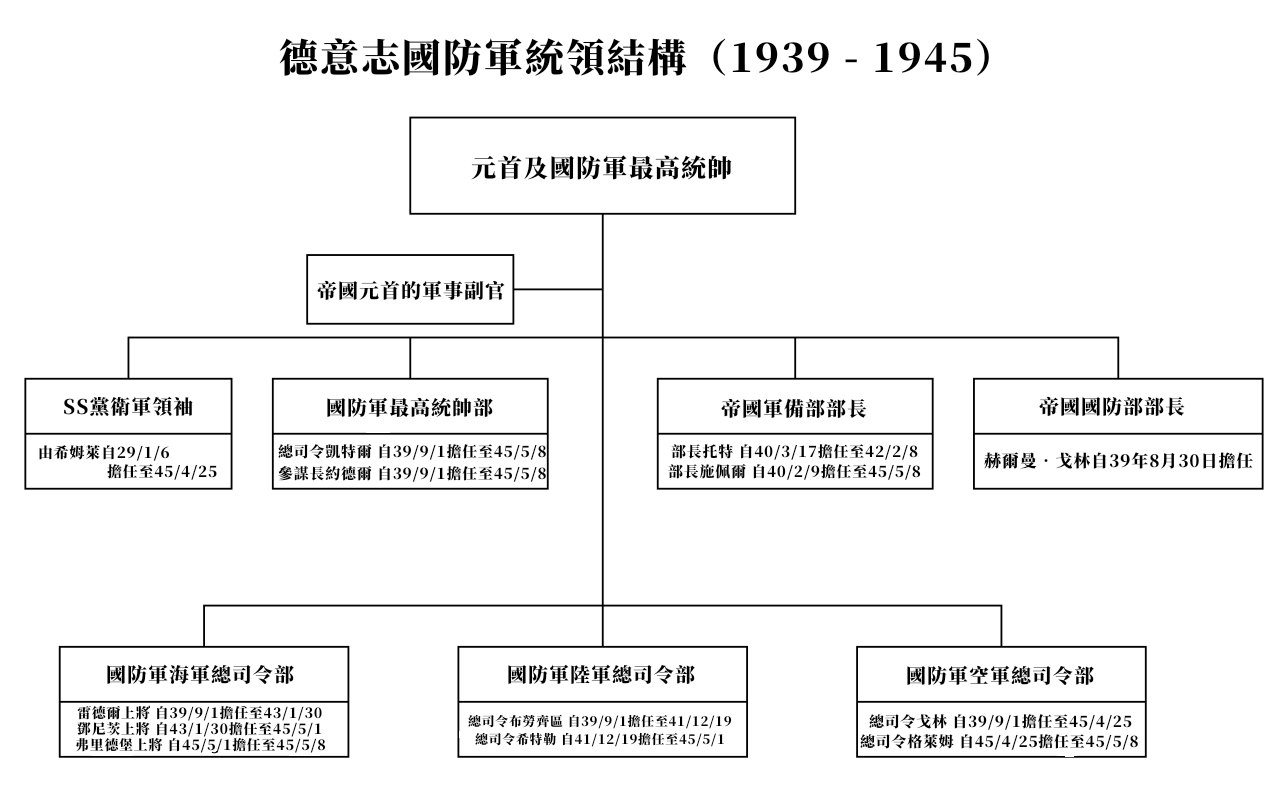
國防軍的權力結構圖（1939-1945）

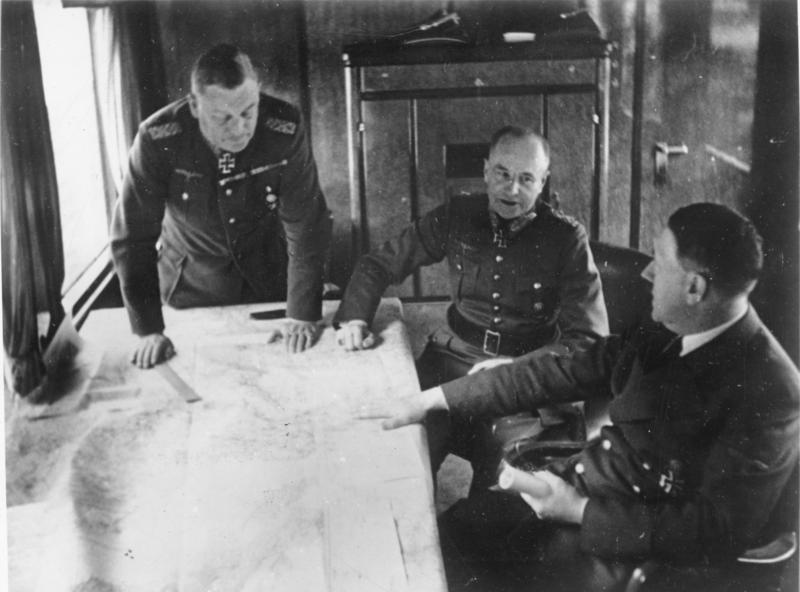
希特勒與馮布勞希奇及凱特爾在國防軍最高統帥部開會

隨著最高統帥部的成立，希特勒鞏固了對國防軍的控制。雖然於戰爭初期沒有進行太多干預，但希特勒也逐漸參與並干涉到國防軍的各種軍事行動。
三軍總司令部和最高統帥部之間缺乏協調性，各部門的高級將領對其他軍種的需求、能力和局限性一無所知。當希特勒為最高統帥時，各指揮部門常被迫互相競爭影響希特勒的戰略布局。但影響希特勒的戰略布局不僅限於官階和功績，也包含希特勒信任的人，反而造成各軍種之間的競爭，而不是增進國防軍的各指揮部門的凝聚力。

## 第二次世界大戰

### 二戰時期指揮機構
二次大戰期間，國防軍為德意志國的正規武裝部隊，策劃了多項軍事行動。1941年以後國防軍陸軍總司令部（OKH）成為了國防軍東線戰場的最高指揮機構，指揮除武裝親衛隊外的所有部隊的軍事行動。而國防軍最高統帥部（OKW）則負責指揮西線相關的軍事行動。

### 北非戰場

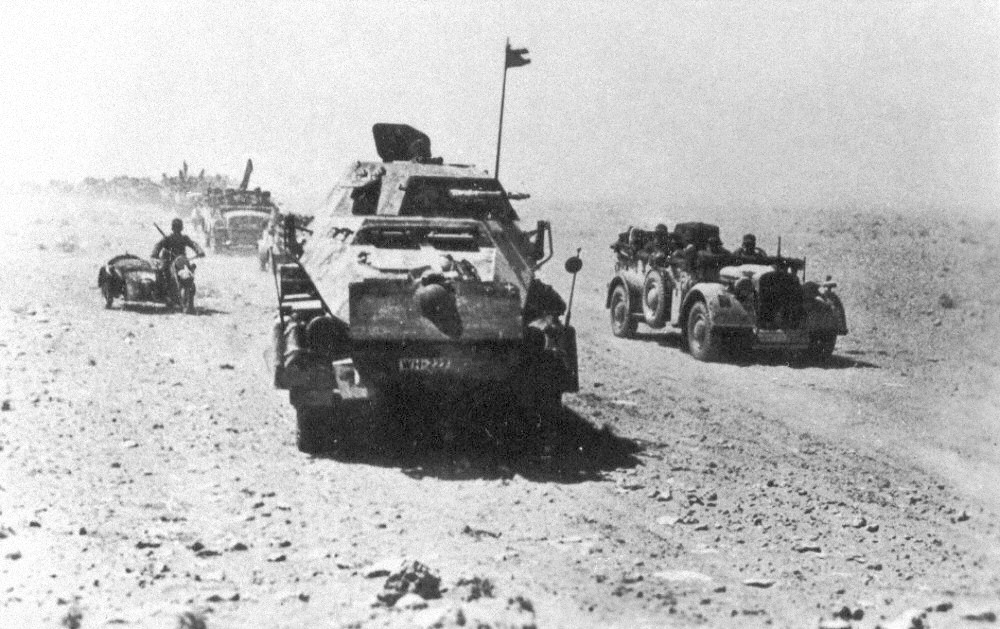
非洲軍團第39裝甲師坦克部隊

1940年6月10日，德意兩國結盟向英法兩國宣戰，9月9日，義大利發起埃及戰役，企圖奪取蘇伊士運河，英國隨後發起羅盤行動反擊。義大利因在貝達福姆戰役中損失慘重，向德國請求援助，德國派遣隆美爾指揮的裝甲師協防，隨後又增派約2支裝甲師及1支摩托化師，希特勒稱其為「非洲軍團」，北非戰役正式轉為德意聯軍對抗英美聯軍的局面。
起初德意聯軍從劣勢轉為優勢，連續擊破英軍守勢，但最終仍敗於第二次阿拉曼戰役和突尼西亞戰役。北非戰役宣告結束，奠定了盟軍登陸西西里島，瓦解法西斯義大利政權的基礎。

### 东线战场
東線國防軍的主要戰役包括：
- 入侵捷克

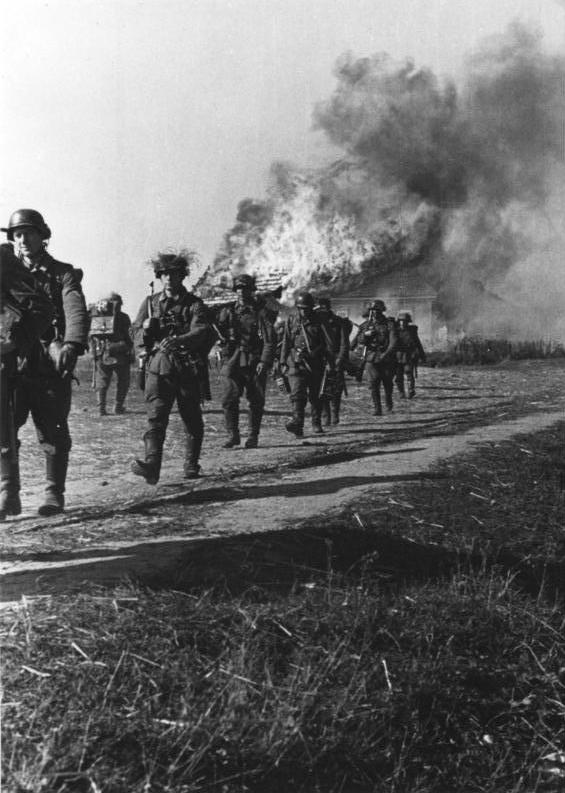
德軍燒毀蘇聯境內的房屋

- 波蘭戰役（白色方案）：為納粹德國、蘇聯及斯洛伐克聯合的軍事行動。
- 入侵南斯拉夫及希臘戰役（瑪莉塔作戰）
- 巴巴羅薩行動（蘇德戰爭）：為國防軍陸軍在二戰期間最大及陣亡人數最多的戰役。這場與蘇聯紅軍的戰事對歐洲軸心國於二戰的戰略造成重大的影響，因蘇聯及西線英美聯軍隨後皆開始展開反攻，而蘇聯的東線戰場對物資的需求在二戰中比其他戰場都高。同時東線戰場面積之大亦令納粹德國須將戰區分由「北方集團軍」、「中央集團軍」、「南方集團軍」及「挪威軍團」四大部隊分攤戰略策劃的工作。
- 高加索戰役
- 庫爾斯克會戰
- 基輔會戰
- 巴格拉基昂行動
- 部分在東線的反蘇聯游擊隊行動及大規模鎮壓佔領區後反抗部隊的相關行動，由武裝親衛隊負責清算。

希特勒要求國防軍要在不同的戰場上作戰，甚至有時需同時指揮3個戰區作戰，造成資源分攤不均且不足，1944年起德國於巴巴羅薩行動中逐漸處於劣勢，使進行本土防禦變為不可能。

### 西线战场
西線國防軍主要戰役包括：
- 假戰（又稱「靜坐戰」）
- 威瑟堡行動
  - 入侵挪威
  - 入侵丹麥

德国士兵行军穿过凯旋门

- 黃色方案（Fall Gelb）為西線最大規模的戰役：
  - 荷蘭戰役
  - 法國戰役

戰爭以陸戰為主的，結束後就演變成了兩方面的進攻，一是由德國空軍發動不列顛戰役攻擊英國，另一是由德國海軍針對對英國的物資輸送航線進行戰略打擊。
- 諾曼底登陸戰：1944年盟軍成功登陸歐洲大陸，從西線開闢第二戰場。
- 德國空軍分別在1939年的波蘭戰役及1940年的法國戰役中取得勝利，但隨後戰敗於不列顛空戰中。自1941年起至1943年末，德國空軍在對抗蘇聯空軍的長時間空戰中，影響了對抗英國皇家空軍的行動。而自1944年夏季起，盟軍的空軍部隊在3個歐洲戰場皆取得了主動權。在不列顛戰役中，德國空軍起初企劃炸毀英軍機場及與英軍打消耗戰為早期的軍事目標，但在戰役之中陷入自身損失比皇家空軍還快的困境中。雖然戰爭期初德軍站處優勢，但德國空軍不像英國空軍恢復速度極快，甚至可以抵消損失率。自英軍空襲柏林後，希特勒命令轟炸英國城市作為報復，反而令德國空軍的目標由英國皇家空軍轉為英國平民，使皇家空軍得以獲得喘息之機重建空中力量，以抗衡德軍對英國領空的威脅。
- 大西洋戰役中德國海軍於前期取得勝利，讓英國首相丘吉爾在戰後表示，在整個二戰期間唯一能讓他感到英國生存受到真正威脅的，就是德國海軍U艇的襲擊。

## 國防軍伤亡統計

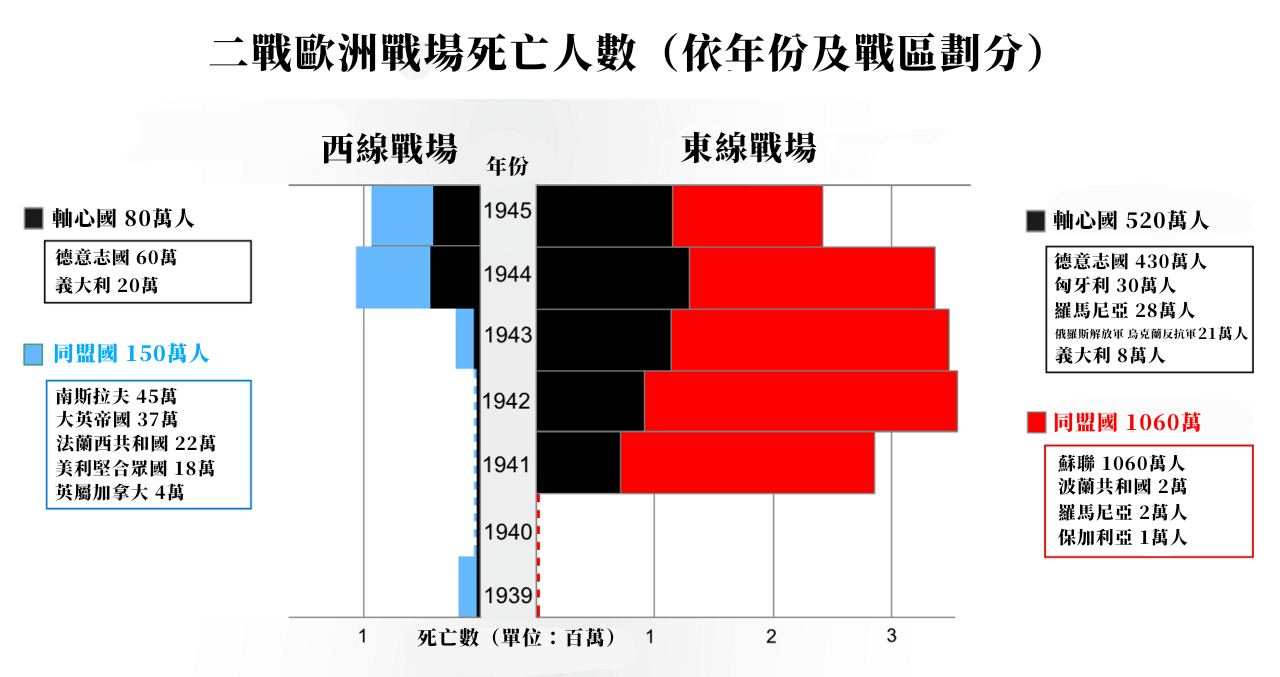
同盟國與軸心國分別於東西兩線戰場的傷亡統計

1935年至1945年间，史学家呂迪格·奧弗曼斯曾提出，德意志国防軍約有1820萬人，反映了該期間服役于德意志国防军的总人數。
第二次世界大戰中，國防軍共有超過600萬名士兵戰傷，約1100萬人成為戰俘。其中以德軍身份作戰的德國人及他國志願軍中，約有553.3萬人陣亡、因傷去世、受俘期間去世或失蹤。其中也包括了21.5萬名在德佔期間被征召的蘇聯平民。
自1943年初史達林格勒戰役慘敗後，德軍傷亡急劇攀升。短短一個月內，約18萬德軍戰死。最終統計，德軍共損失530萬兵力，其中逾八成損失於戰爭末期，七成五的士兵死於蘇德戰場。1945年1月至2月，盟軍逐漸推進至柏林，德軍更損失了約120萬人。
1941年至1943年間，德軍在西線戰場的陣亡人數佔總陣亡人數的3%以下，自1944年上升至14%。即使盟軍在諾曼第登陸開闢第二戰場，德軍在東線戰場仍約損失68.5%的兵力。蘇聯紅軍的快速反攻對持續撤退的德軍造成了毀滅性打擊。
戰後除天災和戰爭而造成的傷亡外，有約2萬名國防軍士兵被軍事法庭處死。另外蘇聯自行處決13.5萬人、法國處決102人、美國處決146人，英國則處決40人。

## 戰後發展

### 國防軍的瓦解

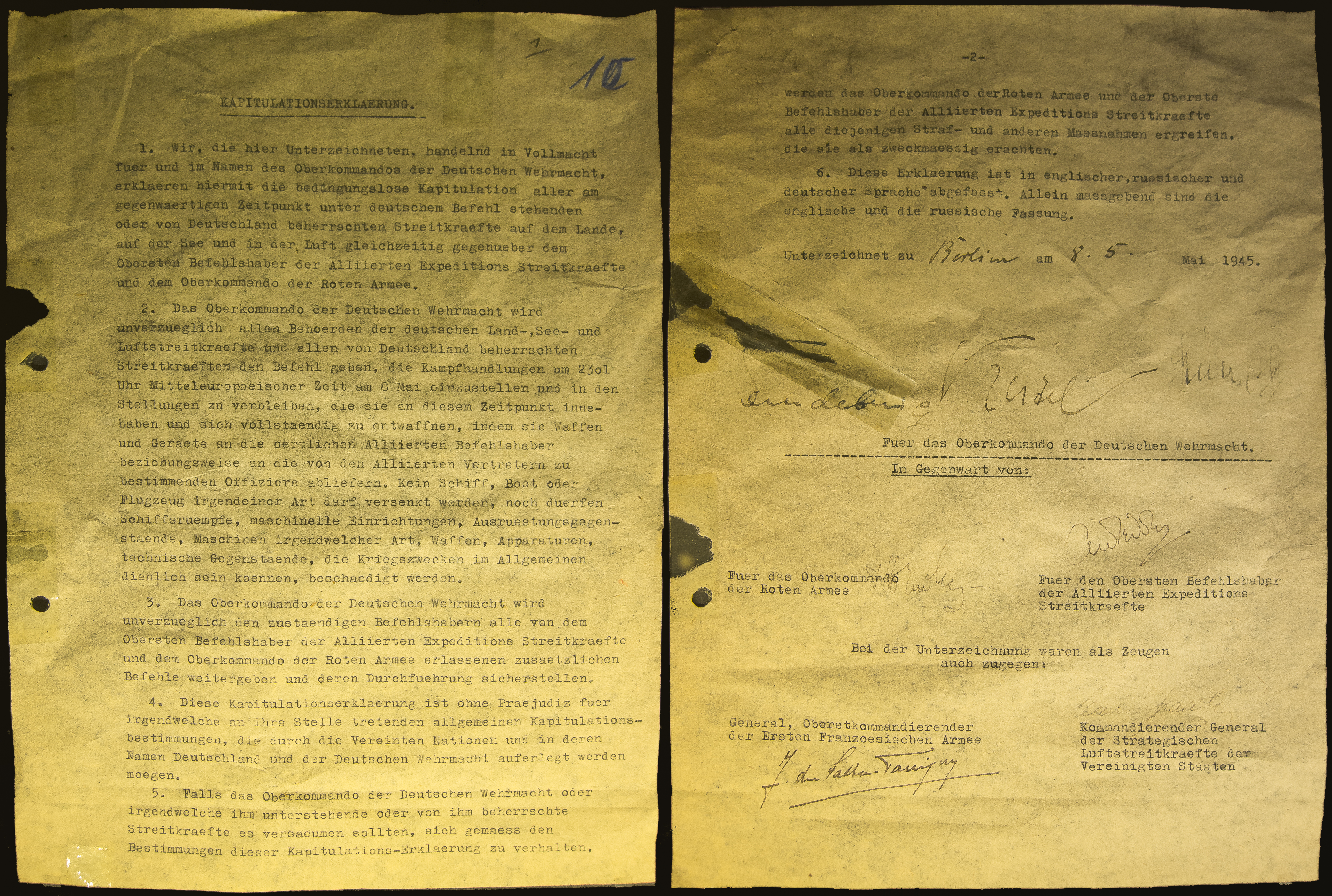
德國無條件投降書，存於柏林-卡爾之巢博物館

第二次世界大戰結束後，雖然德軍於1945年5月8日無條件投降，但仍有一些部隊繼續活動（如在挪威的國防軍），有些則在盟軍指揮下擔任警務工作。最後一個向盟軍投降的德軍部隊，位於斯瓦爾巴群島的一個孤立氣象站，於9月4日向挪威救援船隊正式投降。
1945年9月20日，盟國管制理事會（ACC）第2號公告宣布：「所有德國陸軍、海軍和空軍、黨衛隊、衝鋒隊、安全局和蓋世太保等所有組織、人員和機構，包括總參謀部、軍官團、預備役軍團、軍事學校、退伍軍人組織以及所有其他軍事和准軍事組織，以及所有用於在德國保持軍事傳統的俱樂部和協會，應根據盟軍代表規定的方法和程序徹底和廢除。」1946年8月20日，ACC第34號法令正式解散國防軍，該法令宣布國防軍最高統帥部、陸軍總司令部、航空部和海軍總司令部被「解散、徹底清算並且宣布為非法組織」。

### 國防軍戰鬥力的評價
二戰結束初期，由於德國戰敗，許多人傾向於貶低德軍的戰鬥力，強調盟軍優秀的戰鬥力。但隨著時間的推移，歷史學家們重新審視了德軍在戰爭中的表現，對其戰鬥力和戰術層面給予了正面的評價。甚至被認定，為當時世界上最優秀的軍隊之一，原因為他們經常能在兵力、火力都處於劣勢的情況下，對敵軍造成更大的打擊。
以色列軍事史學家馬丁·范克勒維爾德，從純粹的軍事角度分析了德軍的能力，提出德軍是一支出色的戰鬥組織。在士氣、衝勁、部隊凝聚力和韌性方面，德軍在二十世紀中可能領先世界。德國史學家羅爾夫·迪特爾·穆勒也持相似觀點，認為德軍的戰鬥力遠超人們先前的認知。蘇聯檔案的研究，也進一步證實了此觀點，因為德軍的對手遠比當時德國軍官所認為的強大許多。戰略思想家柯林·S·格雷則強調了德軍出色的戰術和作戰能力。因為多次的勝利，德國高層開始變得過於自信，要求德軍完成不可能的任務，且德軍對閃電戰的過度依賴，讓蘇聯人學會了此戰術，反而被用來對付德軍。

### 國防軍無罪論
二戰結束後，部分前國防軍軍官、退伍軍人團體，以及極右翼思想的作家，開始宣揚「國防軍無罪論」（Clean Wehrmacht）。稱國防軍是一個非政治化的正規軍事組織，與納粹政權所犯下的戰爭罪行和危害人類罪行毫無關係，或僅有極少數個案。為了從理論中獲利，洗脫自身罪責，武裝親衛隊的退伍軍人也附和此說法，甚至宣稱武裝親衛隊實際上是國防軍的分支機構，僅「為國作戰」。武裝親衛隊的退伍軍人組織「互助會」（HIAG）也同樣推廣此論述，企圖塑造其成員僅是「盡忠職守」的形象。

## 政治關係

### 政變

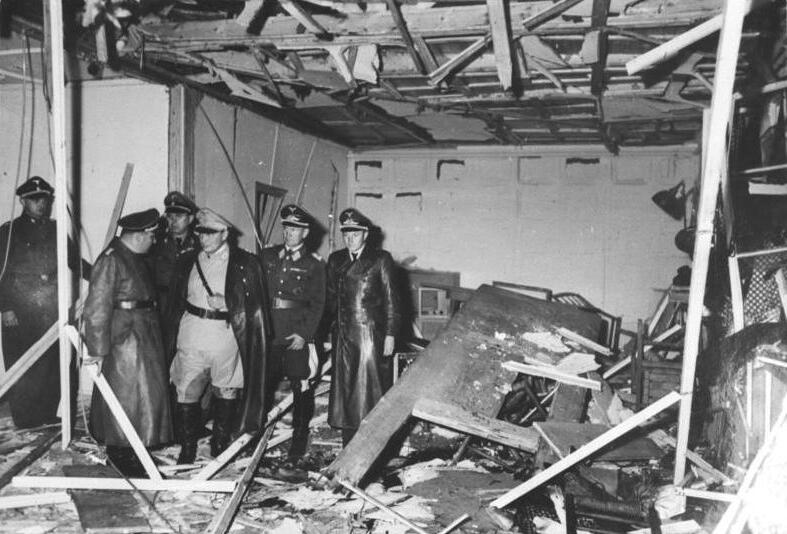
德國高層調查7月20日密謀案

起初，國防軍對希特勒的領導幾乎沒有異議，因為希特勒撕毀凡爾賽條約，試圖恢復軍隊的榮譽。然而，隨著希特勒的擴張野心日益顯露，軍內開始出現反對聲浪。1938年，奧斯特陰謀便是最早的大規模抵抗行動之一，參與者擔心希特勒過早發動戰爭將使德國走向滅亡。但隨德軍在二戰初期以勝利告捷，希特勒的威信達到巔峰，抵抗聲浪一度消失。
隨著斯大林格勒戰役的慘敗，德軍的劣勢逐日增加，希特勒的領導力也受到挑戰。抵抗運動再度興起，並於1944年7月20日達到頂峰。施陶芬貝格等人發起的刺殺行動，雖以失敗告終，卻展現了德軍內部對納粹政權的強烈不滿。這場政變導致數千名國防軍將領被處死。標準軍禮由納粹禮正式取代，成為納粹統治的象徵。

### 人道救援行動

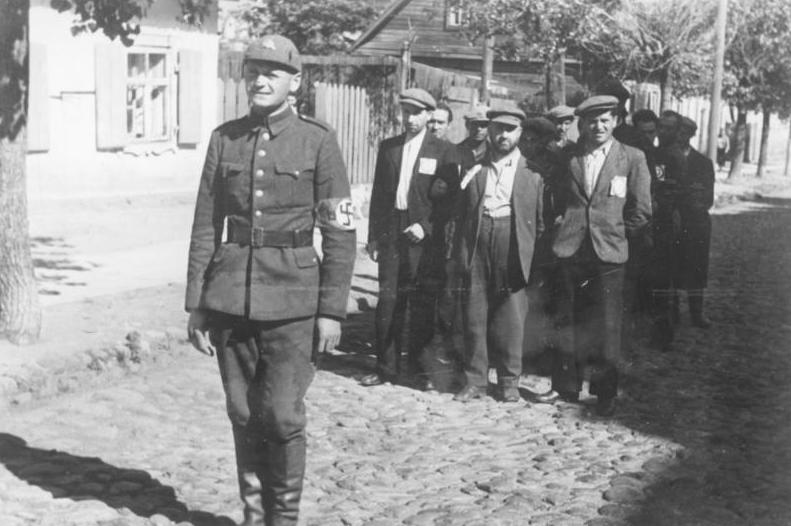
德佔時期，立陶宛警察及猶太人

在納粹政權統治下，並非所有國防軍成員都認同種族滅絕的政策。安東·施密德中士利用職務之便，為250多名猶太兒童偽造證件，協助他們從維爾紐斯隔都逃脫。阿爾伯特·巴特爾則在普熱梅希爾集中營，阻止黨衛軍進入，避免了屠殺的悲劇，並將超過百名猶太人安置在自己的軍事基地。威爾姆·歐森菲德上尉則將猶太裔作曲家瓦迪斯瓦夫·斯皮爾曼藏匿於波蘭的城市廢墟中，並提供其生活必需品，使其得以倖存。

## 戰爭罪行

### 第二次世界大戰

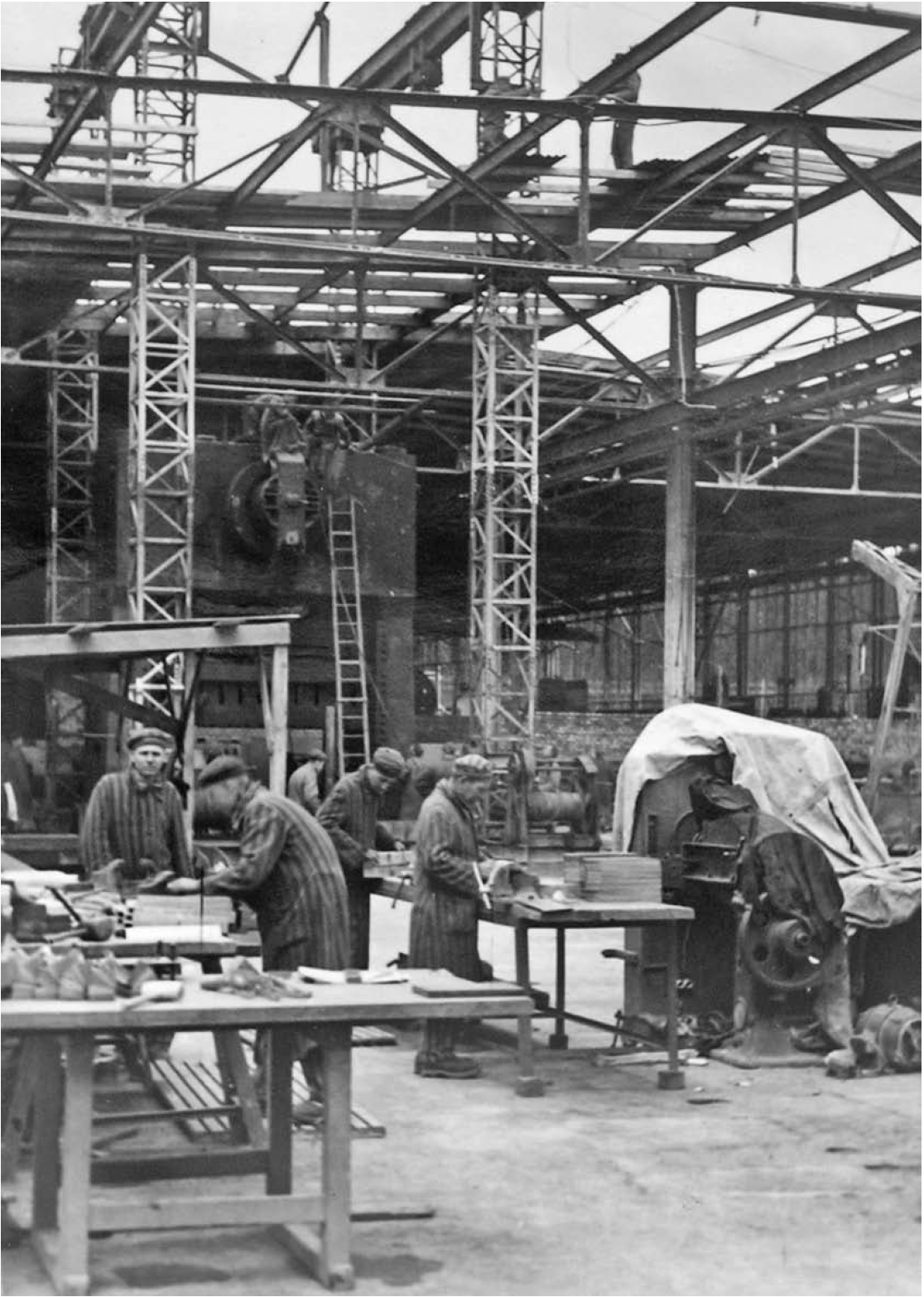
被迫在梅塞施密特飛機場工作的集中營囚犯。

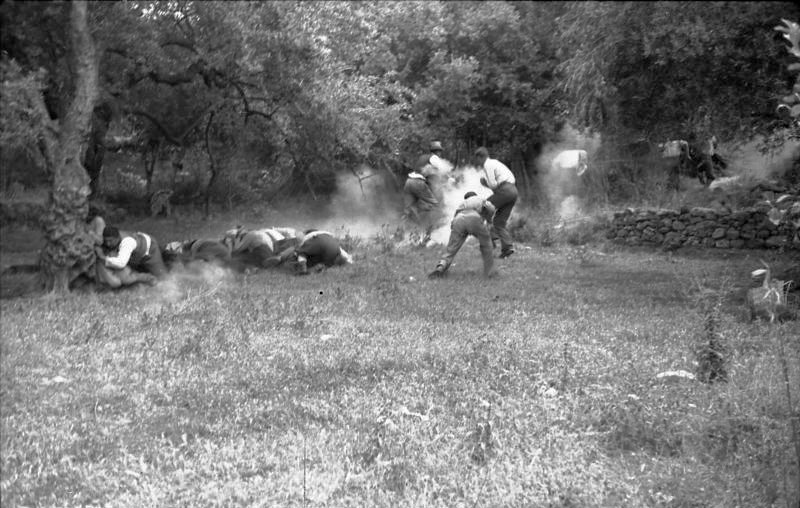
孔多馬里村平民遭空降兵射殺

雖然公認黨衛軍是踐踏人權最為嚴重的部隊，但國防軍所犯下的罪行仍不可抹滅。在對蘇戰爭期間，陸軍參謀長弗朗茨·哈爾德下令，針對游擊隊的襲擊，德軍應採取「武力反擊措施」，實際意味著對平民的報復，許多村莊因此遭到屠殺。此外，德軍在佔領區實施的糧食和飼料徵收政策，導致了嚴重的糧食短缺，造成數十萬至數百萬蘇聯平民餓死。歷史學家托馬斯·庫納估計，德軍在蘇聯境內發起的「反游擊戰」，導致約30萬至50萬名平民喪生。英國情報部門通過截獲德軍的無線電通訊，證實德軍參與大規模屠殺猶太人等違反國際法的暴行。
國防軍的战俘营總體上滿足了《日內瓦公約》內規定的人道主義；但波蘭和蘇聯戰俘的關押環境，相對於西方戰俘惡劣許多。在巴巴羅薩行動開始數個月內，德軍俘虜了約320萬名蘇聯戰俘，其中超過八成（約280萬人）死於德國的戰俘營中。
克里特島戰役結束後，隸屬德國空軍的空降獵兵部隊，於1941年6月2日在克里特島的孔多馬里村進行屠殺，至少有23名村民遇害，史稱「孔多馬里村屠殺」。隔日，該部隊在指揮官司徒登（Kurt Student）的命令下，對坎達諾斯村進行報復性摧毀，估計約有180名平民喪生，包含婦女和兒童。此外，在1943年至1945年間，德國第1空降獵兵師的成員在義大利也犯下多起戰爭罪行，其中包含皮耶特兰谢里村屠殺事件。

### 戰後審判

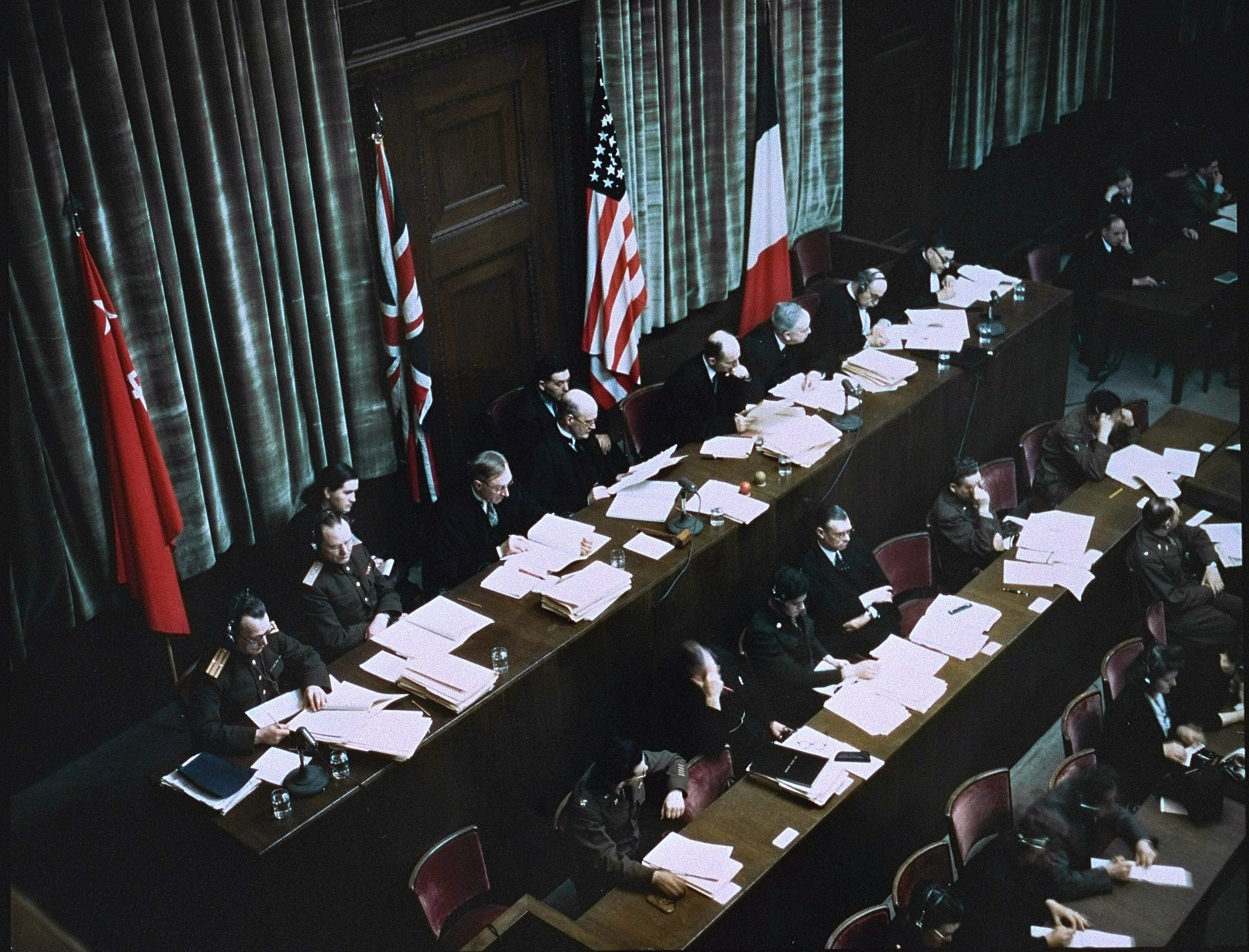
紐倫堡國際軍事法庭

紐倫堡審判明確指出，雖然國防軍最初並非犯罪組織，但在二戰期間，德軍卻參與了多起戰爭罪行，成為納粹屠殺計劃的主要執行者之一。德軍高層將領，如威廉·凱特爾和阿爾弗雷德·約德爾，因戰爭罪行被處決。
70年代末至80年代，隨著對史料的深入研究，德國歷史學界逐漸形成共識，認為在納粹「生存空間」理論的驅使下，東線德軍犯下了遠超西線的戰爭罪行，包括對平民的屠殺、虐待蘇聯戰俘等行為。90年代，以魏瑪展覽（Wehrmachtsausstellung）為代表，關於德軍戰爭罪行的展覽在德國社會引發了爭議，爭論如何看待德軍在二戰中的角色，以及如何面對歷史。
近年來，關於紐倫堡審判的質疑再起，以色列歷史學家奧馬爾·巴托夫曾提出觀點，主張德軍並非有預謀的進行種族滅絕，在戰爭期間犯下的罪行有被誇大之疑。德軍為正規武裝部隊，其成員多半遵循軍事命令，僅有少數人士違反國際法，不應以此概括全體德軍，該說法為錯誤的。反而認為國防軍是一個犯罪組織，英國歷史學家理察·埃文斯和伊恩·克肖等人，透過大量的歷史證據認同巴托夫的說法，強調德軍是納粹屠殺計劃的執行者。埃文斯和克肖指出，德軍的任務不僅是為國作戰，更是為所謂的「雅利安人」拓展「生存空間」。據德軍的信件及回憶錄，呈現德軍對斯拉夫人的種族歧視，並將其視為劣等民族。

德軍在佔領區建立了大規模的軍妓院，強徵平民百姓充當慰安婦。德國空軍也與集中營有著密切的關聯，向集中營派遣衛兵，並利用集中營的勞工生產軍需物資。